# Lepthyphantes noeli
Espèce
Lepthyphantes noeli est une espèce d'araignées aranéomorphes de la famille des Linyphiidae.

## Distribution
Cette espèce est endémique de la région d'Oriental au Maroc,. Elle se rencontre à Zegzel dans la grotte Ghar Jlida.

## Description
La femelle holotype mesure 2,10 mm.

## Systématique et taxinomie
Cette espèce a été décrite par Barrientos et Brañas en 2024.

## Étymologie
Cette espèce est nommée en l'honneur de Noel Fadrique. 

## Publication originale
- Barrientos, Fadrique, Brañas, Gerace & Mederos, 2024 : « Lepthyphantes younnesi sp. nov. y Lepthyphantes noeli sp. nov. (Araneae, Linyphiidae), dos especies nuevas de Marruecos. » Revista Ibérica de Aracnología, vol. 44, p. 101-109.